# Dietrich Ebbracht
Dietrich Ebbracht (lat. Theodorius) (* 1395 in Warburg; † 1462 in Mainz) war ein Kanoniker und Scholastiker und führender Protonotar sowie Kirchenpolitiker unter Kaiser Siegmund.
Er war Sohn von Hermann und Elisabeth († 1446) Ebbracht, Bürger der Stadt Warburg. Er genoss eine solide juristische Ausbildung. Er wurde Kanoniker und um 1414, zur Zeit des Konzils von Konstanz, Protonotar in der Hofkanzlei von Kaiser Siegmund (1410–1438). Er nahm am Basler Konzil (1431–1448) teil.
Neben dem Lübecker Bischof Johannes Schele war er in seiner Zeit ein führender Spezialist der Kirchenpolitik und deren Reformprobleme. Er unterhielt als Vertrauter des Kaisers Verbindungen zum Basler Konzil. In dieser Zeit war er ein einflussreicher und mächtiger Politiker. Er hatte auch enge Kontakte zu dem Mainzer Erzbischof Dietrich Schenk von Erbach.
Er lenkte die Wahl des Königs Albrecht II. im Jahre 1438 und wurde von ihm gefördert. Nach dessen Tod zog er sich nach Mainz zurück, wo er auch begraben wurde. Er gehörte zu dem Kreis der Personen, die neben Nikolaus von Kues und Enea Silvio Piccolomini (dem späteren Papst Pius II.) die steilsten Karrieren machte.